# Sceau du Nebraska
Le Grand sceau du Nebraska (en anglais : Great Seal of Nebraska) est adopté en 1867. Un train à vapeur dans l'arrière-plan, avec des montagnes au loin. Un bateau à vapeur navigue sur les eaux de la rivière Missouri. Une simple cabine et des gerbes de blé récoltés dépeignent l'importance des colons et de l'agriculture. Un forgeron travaille son enclume au premier plan. Au sommet du sceau une bannière décrit la devise officielle de l'État : Equality Before the Law « Égalité devant la loi », tandis qu'autour de l'anneau extérieur du sceau, on peut lire le texte « Grand Sceau de l'État du Nebraska, 1er mars 1867 ».